# PGA Tour of Australasia 2015
Le PGA Tour of Australasia 2015 est la 42e saison du "PGA Tour of Australasia". 14 tournois sont inscrits au calendrier, qui commence en février pour ce terminer en décembre. Un seul tournoi est disputé entre mars et fin octobre, le Fiji International.  

## Tournois
| Dates                      | Tournoi                                  | Pays             | Bourse ($)    | Vainqueur      | Pts | Notes                             |
| -------------------------- | ---------------------------------------- | ---------------- | ------------- | -------------- | --- | --------------------------------- |
| 5 au 8 février             | Oates Victorian Open                     | Australie        | 250 000       | Richard Green  | 7   |                                   |
| 10 au 13 février           | Victorian PGA Championship               | Australie        | 100 000       | Aaron Townsend | 6   |                                   |
| 19 au 22 février           | Queensland PGA Championship              | Australie        | 120 000       | Ryan Fox       | 7   |                                   |
| 5 au 8 mars                | Holden New Zealand PGA Championship      | Nouvelle-Zélande | 125 000 NZ$   | Matthew Millar | 6   |                                   |
| 12 au 15 mars              | BMW New Zealand Open                     | Nouvelle-Zélande | 1 000 000 NZ$ | Jordan Zunic   | 16  |                                   |
| 20 au 23 août              | Isuzu Queensland Open                    | Australie        | 110 000       | James Nitties  | 6   |                                   |
| 15 au 18 octobre           | Fiji International                       | Fidji            | 1 125 000     | Matt Kuchar    | 11  | Co-sanctionné par le OneAsia Tour |
| 29 octobre au 1er novembre | TX Civil & Logistics WA PGA Championship | Australie        | 120,000       | Brett Rumford  | 6   |                                   |
| 5 au 8 novembre            | Nexus Risk TSA Group WA Open             | Australie        | 100,000       | Daniel Fox     | 6   |                                   |
| 12 au 15 novembre          | New South Wales Open                     | Australie        | 110,000       | Ben Eccles (a) | 6   |                                   |
| 19 au 22 novembre          | Uniqlo Masters                           | Australie        | 750,000       | Peter Senior   | 16  |                                   |
| 26 au 29 novembre          | Emirates Australian Open                 | Australie        | 1 250 000     | Matt Jones     | 32  | Co-sanctionné par le OneAsia Tour |
| 3 au 6 décembre            | Australian PGA Championship              | Australie        | 1 750 000     | Nathan Holman  | 20  | Co-sanctionné par l'European Tour |
| 10 au 13 décembre          | New South Wales PGA Championship         | Australie        | 110,000       | Jarryd Felton  | 6   |                                   |

Source.

## Ordre du Mérite
| Position | Joueur         | Pays      | Prize money (A$) |
| -------- | -------------- | --------- | ---------------- |
| 1        | Nathan Holman  | Australie | 346,702          |
| 2        | Jordan Zunic   | Australie | 204,388          |
| 3        | Matthew Millar | Australie | 177,421          |
| 4        | Aron Price     | Australie | 167,450          |
| 5        | Cameron Smith  | Australie | 143,636          |